# العلاقات الأندورية الدنماركية
العلاقات الأندورية الدنماركية هي العلاقات الثنائية التي تجمع بين أندورا والدنمارك.

## مقارنة بين البلدين
هذه مقارنة عامة ومرجعية للدولتين:
| وجه المقارنة                                              | أندورا                                                     | الدنمارك                                                     |
| --------------------------------------------------------- | ---------------------------------------------------------- | ------------------------------------------------------------ |
| المساحة (كم2)                                             | 468                                                        | 42.92 ألف                                                    |
| عدد السكان (نسمة)                                         | 76.18 ألف                                                  | 5.79 مليون                                                   |
| الكثافة السكانية (ن./كم²)                                 | 16.28 ألف                                                  | 134.9                                                        |
| العاصمة                                                   | أندورا لا فيلا                                             | كوبنهاغن                                                     |
| اللغة الرسمية                                             | اللغة الكتالونية                                           | اللغة الدنماركية                                             |
| العملة                                                    | يورو                                                       | كرونة دنماركية                                               |
| الناتج المحلي الإجمالي (بليون دولار)                      | 3.01 مليار                                                 | 324.87 مليار                                                 |
| الناتج المحلي الإجمالي (تعادل القوة الشرائية) بليون دولار |                                                            | 278.61 مليار                                                 |
| الناتج المحلي الإجمالي الاسمي للفرد دولار أمريكي          |                                                            | 51.99 ألف                                                    |
| الناتج المحلي الإجمالي للفرد دولار أمريكي                 |                                                            | 45.54 ألف                                                    |
| مؤشر التنمية البشرية                                      | 0.858                                                      | 0.900                                                        |
| رمز المكالمات الدولي                                      | +376                                                       | +45                                                          |
| رمز الإنترنت                                              | .ad                                                        | .dk                                                          |
| المنطقة الزمنية                                           | ت ع م+01:00، توقيت وسط أوروبا، ت ع م+02:00، أوروبا/أندورا ‏ | توقيت وسط أوروبا، ت ع م+02:00، ت ع م+01:00، أوروبا/كوبنهاجن ‏ |

## منظمات دولية مشتركة
يشترك البلدان في عضوية مجموعة من المنظمات الدولية، منها:
| علم المنظمة | اسم المنظمة                    | تاريخ انضمام أندورا | تاريخ انضمام الدنمارك |
| ----------- | ------------------------------ | ------------------- | --------------------- |
|             | منظمة الشرطة الجنائية الدولية  | ?                   | ?                     |
|             | الأمم المتحدة                  | 28 يوليو 1993       | 24 أكتوبر 1945        |
|             | مجلس أوروبا                    | ?                   | ?                     |
|             | منظمة حظر الأسلحة الكيميائية   | ?                   | ?                     |
|             | يونسكو                         | 20 أكتوبر 1993      | 4 نوفمبر 1946         |
|             | منظمة الأمن والتعاون في أوروبا | 25 أبريل 1996       | 25 يونيو 1973         |
|             | الاتحاد الدولي للاتصالات       | 12 نوفمبر 1993      | 1866                  |

## وصلات خارجية
- موقع وزارة الخارجية الأندورية
- موقع وزارة الخارجية الدنماركية